# Casselia serrata
Casselia serrata là một loài thực vật có hoa trong họ Cỏ roi ngựa. Loài này được Nees & Mart. mô tả khoa học đầu tiên năm 1823.